# Sindicat de Miralcamp
El Sindicat de Miralcamp és un monument noucentista del municipi de Miralcamp (Pla d'Urgell) inclòs en l'Inventari del Patrimoni Arquitectònic de Catalunya.

## Descripció
Entre les obres referides a l'arquitecte Cèsar Martinell i Brunet s'esmenta un sindicat a Miralcamp amb magatzem i dues premses d'oli. Aquest edifici, concebut entre mitgeres, té una senzilla nau amb coberta a dues aigües perpendicular a la façana, parets de tàpia, i nervis estructurals de maó.

## Història
La façana del "Sindicat" presenta unes traces que entronquen més amb la pràctica noucentista que amb la modernista. Hi ha un procés vers la simplificació i la depuració de tot element que resulti accessori i en això rau gran part de la seva peculiaritat. Corona la façana un remat de silueta ondulant d'un cert regust barroc. L'espai interior, d'una sola nau, està limitat per parets mitgeres i amb teulada de dues vessants. La idea fonamental de Martinell en el disseny de l'edifici és la recerca de la funcionalitat. Aquest edifici fou utilitzat també per a celebrar-hi el ball de la festa major d'hivern. Fou granja i cobert particular.